# Лагоа-ди-Итаэнга
Лагоа-ди-Итаэнга (порт. Lagoa de Itaenga) — муниципалитет в Бразилии, входит в штат Пернамбуку. Составная часть мезорегиона Мата-Пернамбукана. Входит в экономико-статистический микрорегион Мата-Сетентриунал-Пернамбукана. Население составляет 22 052 человека на 2004 год. Занимает площадь 62,722 км². Плотность населения — 348,4 чел./км².

## История
Город основан 20 декабря 1963 года. 

## Статистика
- Валовой внутренний продукт на 2004 год составляет 126 214 реалов (данные: Бразильский институт географии и статистики).
- Валовой внутренний продукт на душу населения на 2004 год составляет 5723 реала (данные: Бразильский институт географии и статистики).
- Индекс развития человеческого потенциала на 2000 год составляет 0,638 (данные: Программа развития ООН).

## География
Климат местности: тропический. В соответствии с классификацией Кёппена, климат относится к категории As'.